# 阿部正寿
阿部 正寿（あべ まさとし、1937年〈昭和12年〉5月2日 - ）は、日本の政治活動家、著述家。世界平和統一家庭連合（旧統一教会）の反共活動を1960年代から支えた。「12双」の一人でもある。
世界戦略総合研究所会長。教団の広報委員長、国際勝共連合事務総長などを歴任した。

## 経歴
福岡県京都郡犀川町（現・みやこ町）に生まれる。1960年3月、九州大学文学部社会学専攻卒業。
1967年11月頃、統一教会（現・世界平和統一家庭連合）の日本会長の久保木修己は、東京都渋谷区の統一教会本部に沢浦秀夫、野村健二、阿部らを招き、「勝共啓蒙団」を結成した。「勝共啓蒙団」は李相憲が書いた『新しい共産主義批判』の原稿を韓国から入手し、野村と阿部が中心となって日本語に訳し、出版した。
1969年4月18日、統一教会の創始者の文鮮明が来日。同年5月1日、渋谷区松濤の統一教会本部で22組の男女が文鮮明夫妻から祝福を受けて合同結婚した。阿部もこの合同結婚式に参加。このうち、阿部、神山威（第2代会長）、小山田秀生（第4代・9代会長）、櫻井設雄（第5代会長）、石井光治（第6代会長）、梶栗玄太郎（第12代会長）ら12組の夫婦は「12双」と呼ばれ、教団内で別格の存在とみなされている。
1970年9月20日、第4回「世界反共連盟（現・世界自由民主連盟）世界大会」が武道館で開催。岸信介が大会推進委員長を務め、大会責任者を当時国際勝共連合の事務総長だった阿部が務めた。
1995年、統一教会系の出版社、光言社から『新堕落性の構造―こう解ける！人生問題』を上梓。「『統一原理』が人生の根本問題を解決する真理であることをわかりやすく説いていく」ことを活動の中心に据える。統一教会の広報委員長、国際勝共連合の事務総長などの要職を担った。
2000年、阿部は小林幸司とともに日本国家戦略研究所を設立。 2008年、日本国家戦略研究所を「世界戦略総合研究所」に改称。同団体の会長を務める。
2009年8月の衆院選で民主党が大勝し、自由民主党が下野。自民党の野党時代に安倍晋三との関係が深まる。2010年2月6日、世界戦略総合研究所は、都内で開いたシンポジウムに安倍を講師として招き、安倍は「保守再生」をテーマに講演を行った。
2012年4月30日、世界戦略総合研究所は、同年9月の自民党総裁選を見据えイベントを企画。安倍、妻の安倍昭恵、今井尚哉、長谷川榮一、世界戦略総合研究所長の阿部、同事務局次長の小林幸司、同筆頭理事の加藤幸彦らは高尾山に登り、安倍の捲土重来を祈願した。
同年12月の衆院選を経て安倍が首相に就任すると、阿部は翌2013年2月、エマヌエル阿部有國の筆名で『安倍政権の強みがわかる―日本 [精神] の力』（平成出版）を出版。同書においてこう記した。
2014年12月の衆院選に際し、阿部と小林は、世界日報社社長の木下義昭、同政治部長の早川一郎、世界平和女性連合の東京第六連合会の事務局長らとともに文部科学大臣の下村博文を支援した。